# Сандстёд, Микаэль
Микаэль Сандстёд (дат. Michael Sandstød; род. 23 июня 1968, в Копенгагене, Дания)  — датский профессиональный трековый и шоссейный велогонщик. Бронзовый призёр в командной гонке преследования на летних Олимпийских играх 1992 года. Чемпион Дании в групповой гонке (2000). Шестикратный чемпион Дании в индивидуальной гонке (1997, 1998, 1999, 2000, 2002, 2004).

## Достижения

### Трек
1992
3-й  Летние Олимпийские игры — Командная гонка преследования
1996
2-й  Чемпионат мира — Гонка по очкам
3-й Шесть дней Гренобля (вместе с Якобом Пиилом)
3-й Шесть дней Хернинга (вместе с Данни Кларком)
1997
1-й Кубок мира по трековым велогонкам — Гонка по очкам, Афины,  Греция
2-й Кубок мира по трековым велогонкам — Командная гонка преследования, Афины,  Греция
3-й Кубок мира по трековым велогонкам — Гонка по очкам, Трекслертаун,  США
3-й Кубок мира по трековым велогонкам — Индивидуальная гонка преследования, Афины,  Греция
1998
1-й Кубок мира по трековым велогонкам — Гонка по очкам, Берлин,  Германия
1-й Кубок мира по трековым велогонкам — Гонка по очкам, Йер,  Франция
2-й Кубок мира по трековым велогонкам — Индивидуальная гонка преследования, Виктория,  Канада
3-й Кубок мира по трековым велогонкам — Командная гонка преследования, Виктория,  Канада
1999
3-й Шесть дней Гренобля (вместе с Якобом Пиилом)

### Шоссе
1996
1-й — Этап 1 Тур Дании
1-й - Fyen Rundt
1997
1-й  Чемпион Дании — Индивидуальная гонка
1998
1-й  Чемпион Дании — Индивидуальная гонка
2-й - Circuit des mines
3-й Чемпионат Дании — Групповая гонка
8-й Чемпионат мира — Индивидуальная гонка
1999
1-й  Чемпион Дании — Индивидуальная гонка
1-й - Четыре дня Дюнкерка — Генеральная классификация
1-й — Этап 5 (ИГ)
1-й - Гран-при Хернинга
2000
1-й  Чемпион Дании — Групповая гонка
1-й  Чемпион Дании — Индивидуальная гонка
1-й - Гран-при Хернинга
1-й - Тур Пикардии — Генеральная классификация
1-й — Этапы 2 и 3b
2-й First Union Invitational
2001
1-й - Colliers Classic
2002
1-й  Чемпион Дании — Индивидуальная гонка
1-й - Тур Пикардии — Генеральная классификация
1-й — Этапы 1
2004
1-й  Чемпион Дании — Индивидуальная гонка

## Статистика выступлений

### Гранд-туры
| Гранд-тур                 | 2000 | 2001 | 2002 | 2003 |
| ------------------------- | ---- | ---- | ---- | ---- |
| Джиро д’Италия            | —    | —    | —    | —    |
| Тур де Франс              | НФ   | —    | НФ   | —    |
| (c 2010 ) Вуэльта Испании | —    | —    | —    | 152  |

| —  | Не участвовал  |
| НФ | Не финишировал |